# Einighausen

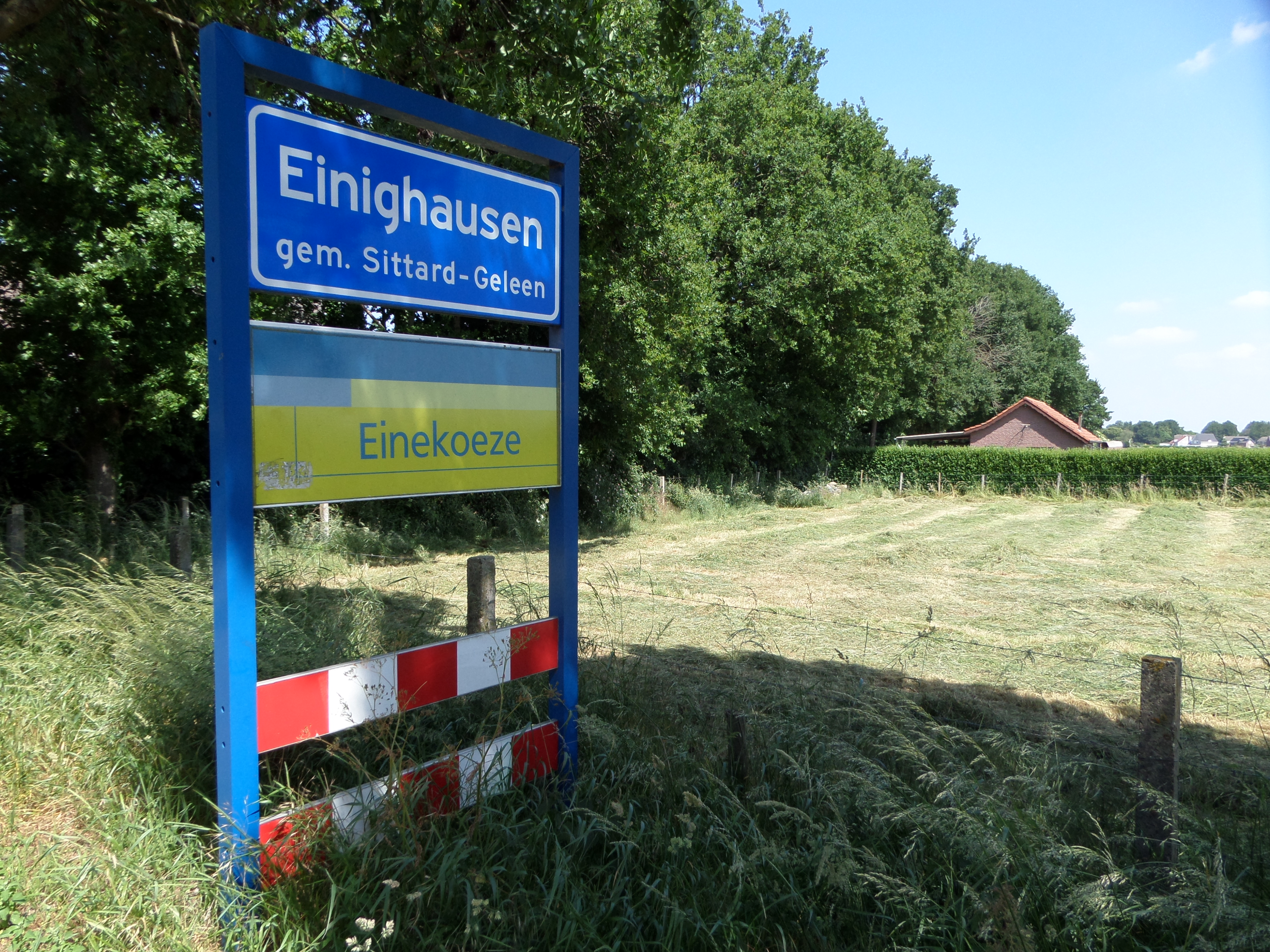
Plaatsnaambord

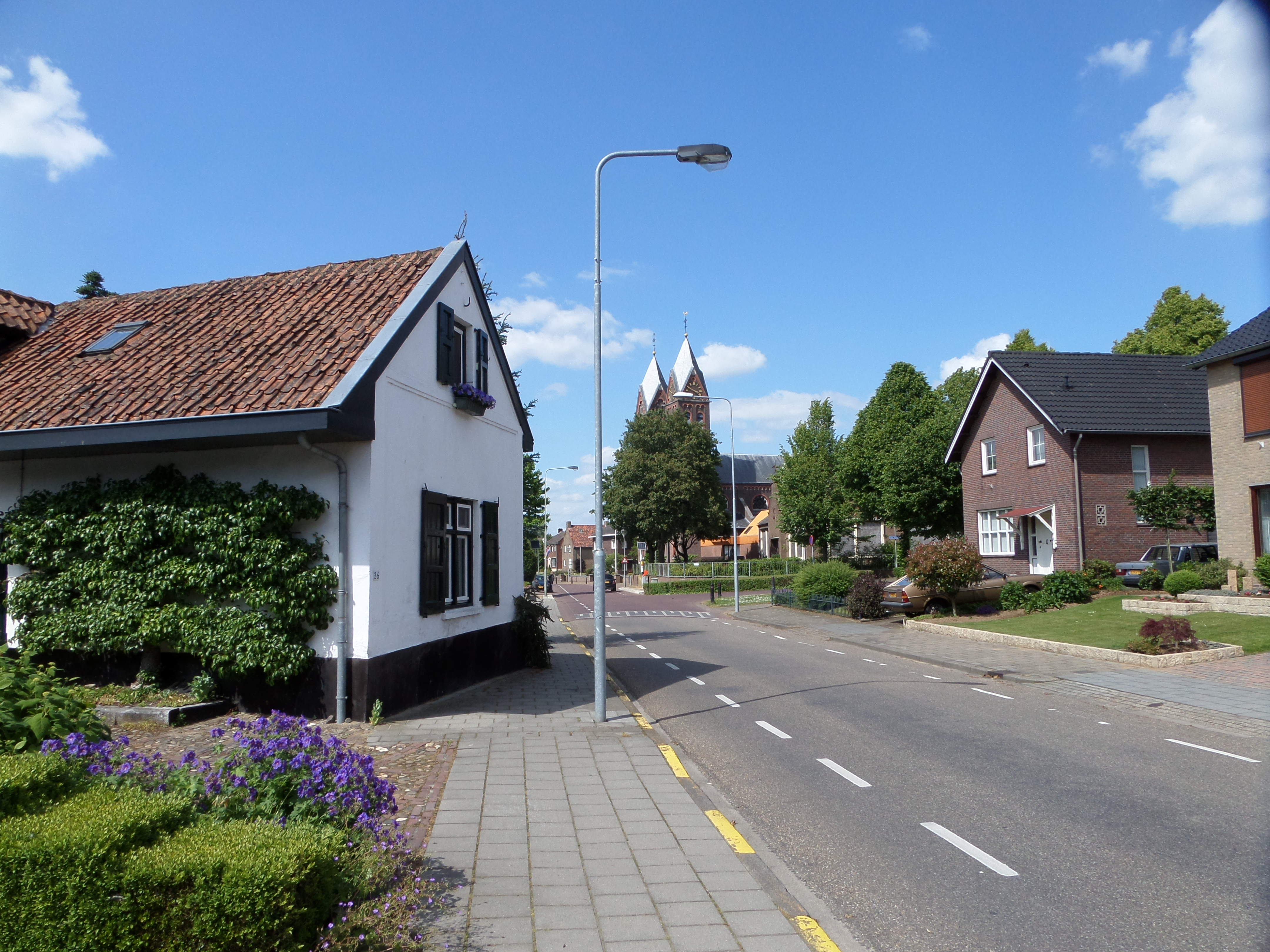
Dorpsgezicht

Einighausen (Limburgs: officieel Einikhoêze, op plaatsnaambord Einekoeze) is een kerkdorp in het zuidelijk deel van de Nederlandse provincie Limburg.

## Toponymie
Het dorp Einighausen wordt in de oude geschriften vermeld vanaf de vijftiende eeuw. De oudste spelling Eynichusen (Ook wel: Einichhusen) dateert uit 1496. Zo blijkt in 1299 door Dirk van Einighausen een kapel te zijn gesticht te Etzenrade bij Jabeek deze aldaar in het kasteel gewoond zou hebben en deze zou volgens zijn naam bezitter of van Einighausen moeten afstammen. Einighausen stond in oudere stukken bekend onder de naam Enichoven, wat hof van de lieden van de persoon Eino moet hebben betekend. In de 16e eeuw werd het vermeld als Einickhuysen en in 1566 als Eynehensen. De huidige Duitse
spelling stamt uit de zogenaamde Gulikse tijd (1400-1794).

## Geschiedenis
Einighausen is ontstaan in de middeleeuwen.
De plaats hoort van oudsher bij de naastgelegen plaats Limbricht en vormde hiermee vroeger een rijksheerlijkheid. Nadat de gemeente Limbricht werd opgeheven kwam Einighausen in 1982 bij de gemeente Sittard, die in 2001 opging in de fusiegemeente Sittard-Geleen.
De kern Einighausen had lange tijd het grootste aantal bewoners van de gemeente Limbricht, wat vooral een agrarisch gebied was. In de jaren 20 en 30 van de 20e eeuw gingen steeds meer mensen hun geld verdienen in de bouw en in het mijnbedrijf. In 1799 telde Einighausen 374 inwoners en per 1 januari 1979 waren dat er inmiddels 1389. Anno 2023 heeft het dorp circa 1.320 inwoners.

## Bezienswaardigheden
- Oude boerenhoeven met hun typische toegangspoorten, zoals:
  - Everstraat 4, L-vormige hoeve met vakwerk en enkele delen mogelijk van 1714.
  - Everstraat 6-10, gesloten hoeve met 17e-eeuws vakwerk en jaartallen 1833 en 1835.
  - Everstraat 44, L-vormige hoeve met jaartal 1748.
- Parochiekerk van Onze-Lieve-Vrouw Tenhemelopneming
- Onze-Lieve-Vrouw-van-Rustkapel, bij overgang Veeweg/Everstraat, neogotische kapel van 1894, met replica van het wonderdadig beeldje uit Heppeneert, geflankeerd door een rustend Jezuskind en een rustende Johannes de Doper.
- Mariakapel nabij Einighauserweg 3, van 1980.
- Sint-Theresiakapel nabij Heistraat 82, van 1937.

Zie ook
- Lijst van rijksmonumenten in Einighausen
- Lijst van gemeentelijke monumenten in Einighausen

## Natuur en landschap
Einighausen ligt op een leemplateau, op een hoogte van ongeveer 55 meter. Het ligt in het landelijke gebied ten westen van Sittard en ten noorden van Geleen. In dit gebied liggen ook de dorpen Limbricht, Guttecoven en Berg aan de Maas en het groengebied de Graetheide. Dit gebied wordt al jarenlang bedreigd door uitbreiding van enerzijds het stedelijke gebied en anderzijds het industriecomplex Chemelot. Tot het dorp Einighausen wordt ook de zuidelijk gelegen buurtschap Rosengarten gerekend, waar zich o.a. de sportvelden bevinden.

## Verenigingen

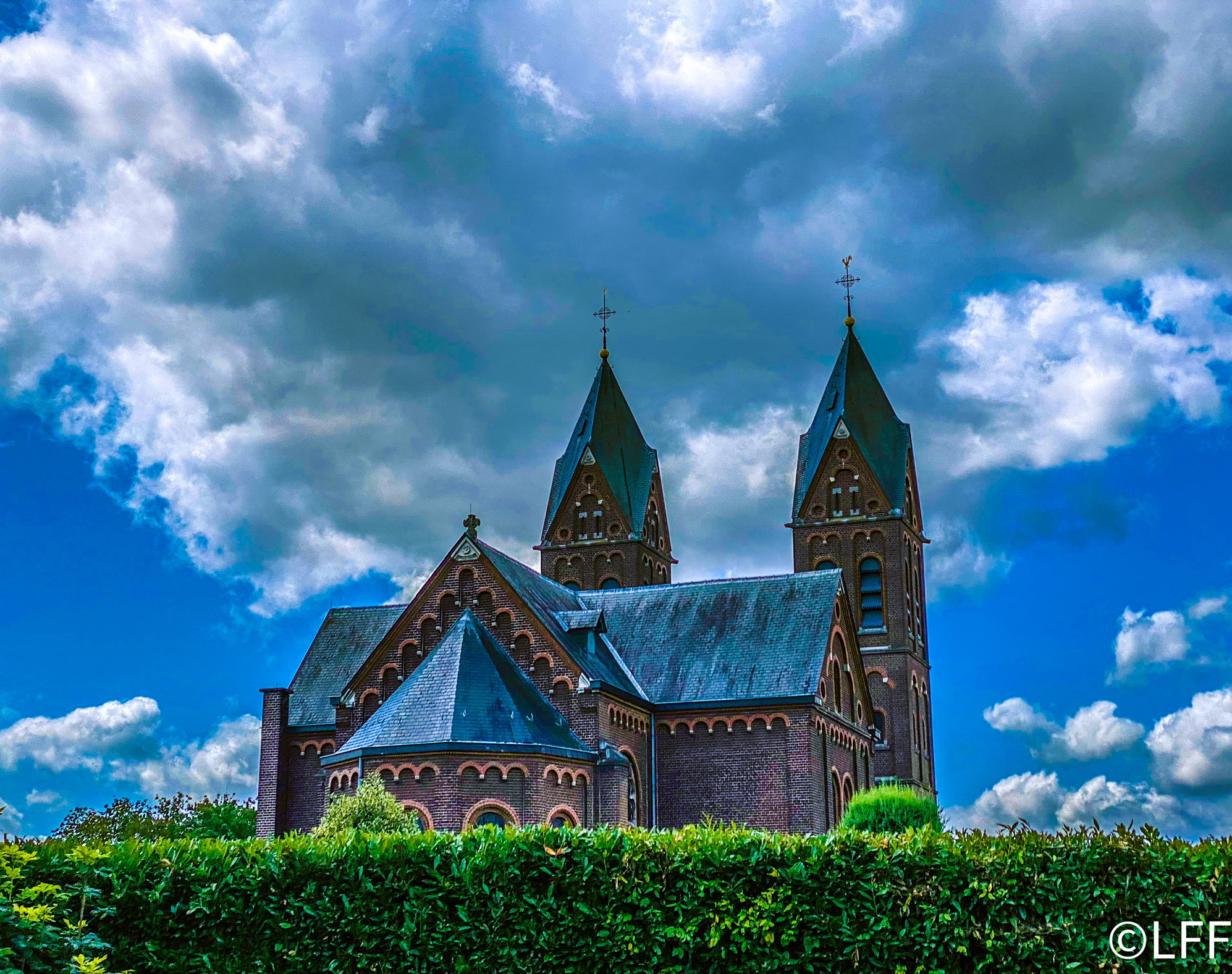
Onze-Lieve-Vrouw Tenhemelopneming in Einighausen.

- Fanfare Concordia
- Toneelvereniging Juliana
- Voetbalclub SVE Einighausen
- Onze-Lieve-Vrouw Tenhemelopneming in Einighausen. Korfbalvereniging Vitesse
- Dansschool FemFit
- Carnavalsvereniging de Smautbulen
- Kapel Neuge Pils en Eine Sjoes
- Sambaband Cabeças de Porco
- Hermenieke "Te Laat Begoosj"

## Evenementen
Elke eerste zondag van augustus vindt het evenement 'Oude Ambachten' plaats, waarbij demonstraties worden gegeven van het boerenleven zoals zich dit meer dan 50 jaar geleden in Einighausen afspeelde.

## Bekende inwoners
- Jan Smeets, oprichter van Pinkpop

## Nabijgelegen kernen
Guttecoven, Berg aan de Maas, Geleen (Lindenheuvel), Limbricht, Sittard (Limbrichterveld)
Steden: Geleen · Sittard

Dorpen: Born · Buchten · Einighausen · Grevenbicht · Guttecoven · Holtum · Limbricht · Munstergeleen · Obbicht · Papenhoven

Buurtschappen en gehuchten: Abshoven · Daniken · Graetheide · Harrecoven · Rosengarten · Schipperskerk · Windraak

Woonwijken: Baandert · Broeksittard · Geleen-Centrum · Geleen-Noord · Geleen-Zuid · Hondsbroek · Kemperkoul · Kluis · Kollenberg-Park Leyenbroek · Limbrichterveld · Lindenheuvel · Oud-Geleen · Overhoven · Sanderbout · Sittard-Centrum · Stadbroek · Vrangendael

Limburg: Steden en dorpen      Nederland: Provincies · Gemeenten